# Fusil Tchang Kaï-chek
Le fusil Tchang Kaï-chek (中正式), aussi connu sous les noms fusil Zhongzheng, fusil Jiang Jieshi (selon la romanisation du chinois), fusil Généralissime et Type 24 (二四式), portant le nom du Généralissime chinois Tchang Kaï-chek, est un fusil de fabrication chinoise, copié sur le Standardmodell allemand, précurseur de la Karabiner 98k. Sa pré-production commence en 1935 (année 24 du calendrier républicain, d'où le nom de « Type 24 »). Il est appelé « Type 79 » par les communistes chinois.
Le fusil est en production à grande échelle dès la fin de 1935. Cependant, la normalisation complète de sa fabrication ne commence que pendant la seconde guerre sino-japonaise et le fusil Hanyang 88 est produit en plus grand nombre.

## Histoire

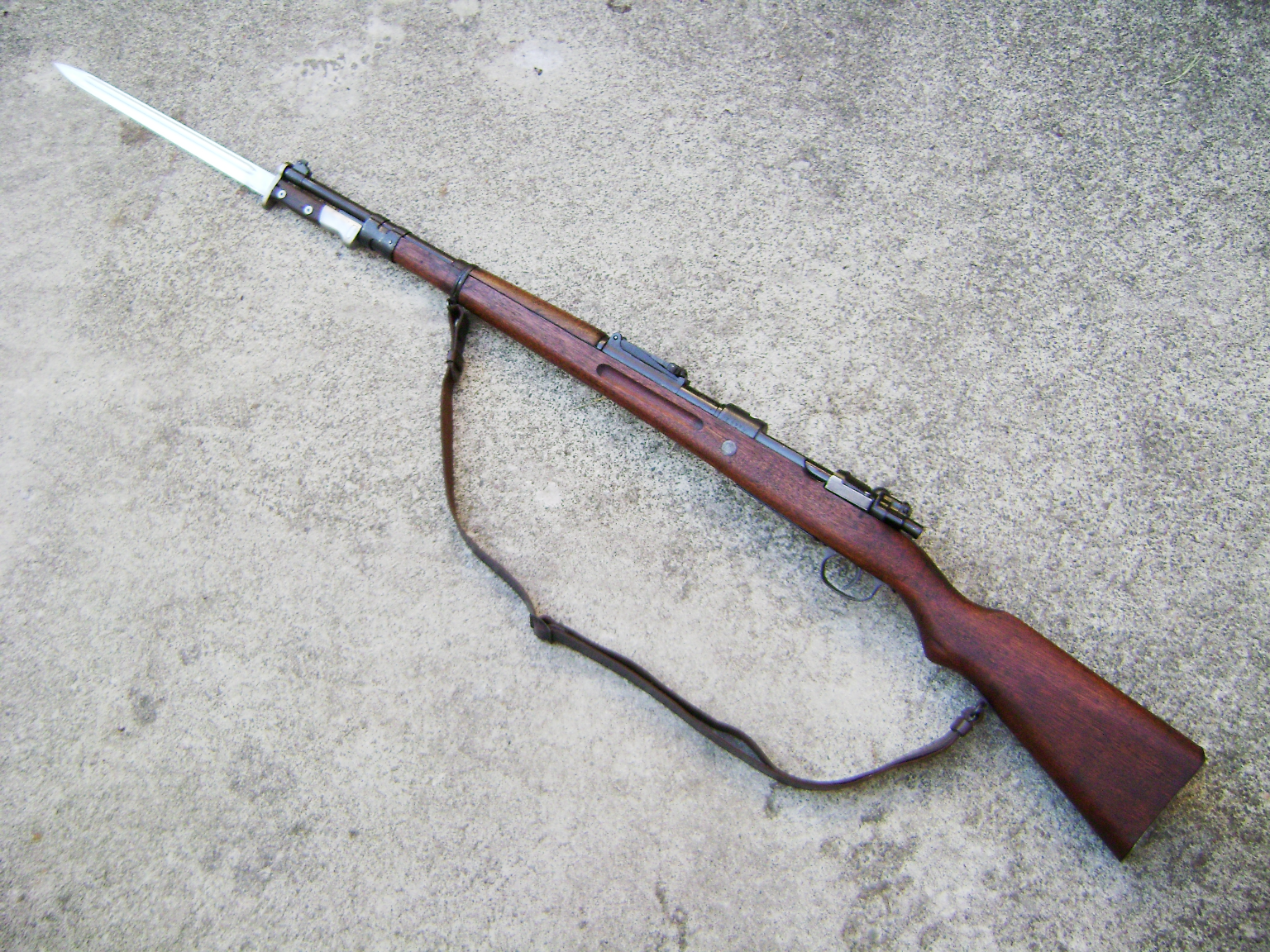
Le fusil Tchang Kaï-chek avec la.

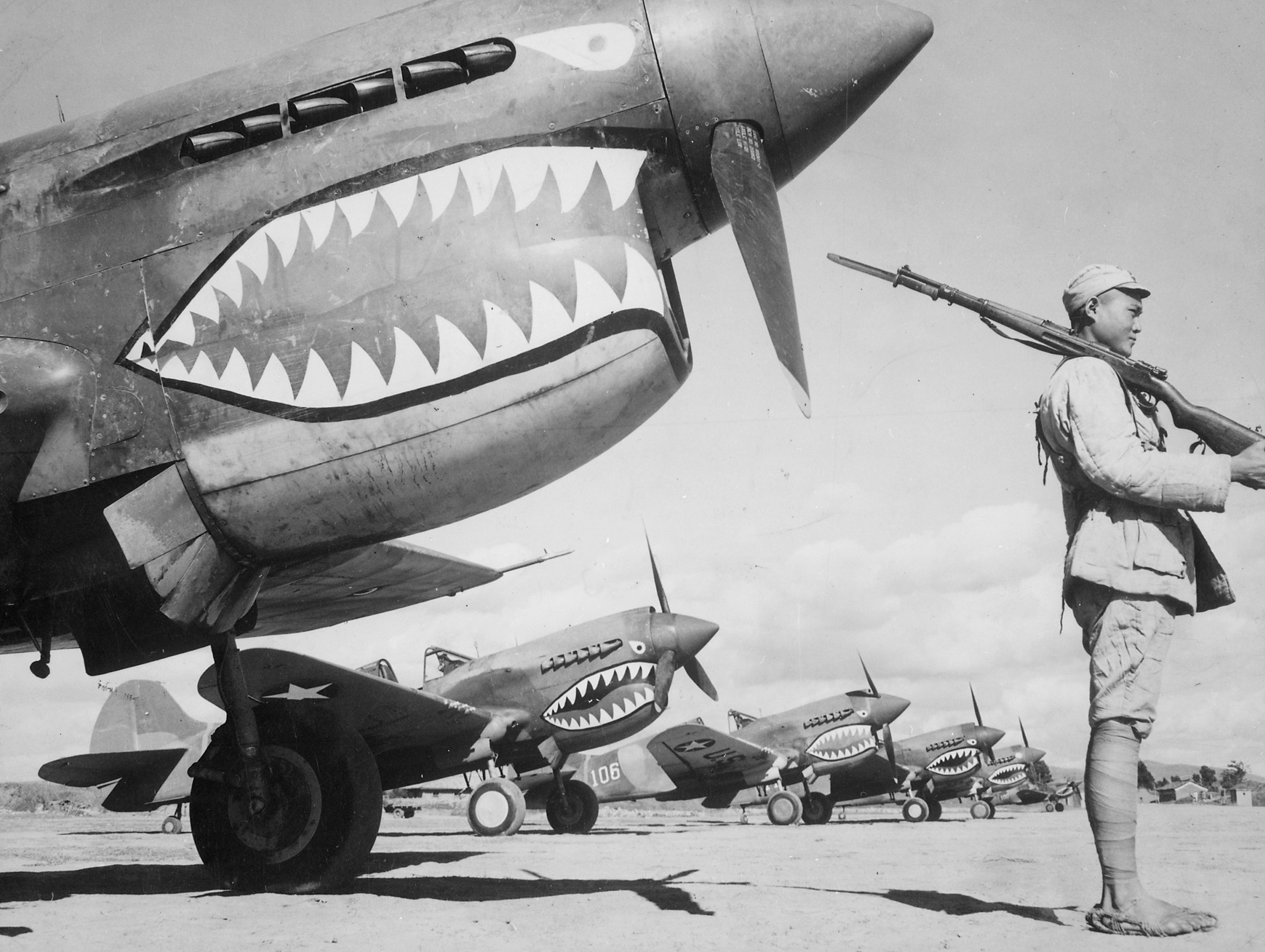
Un soldat de l'Armée nationale révolutionnaire équipé d'un fusil Type 24 gardant des avions de chasse P-40.

L'arme est de l'un des principaux fusils de combat de l'Armée nationale révolutionnaire. Tout comme la Karabiner 98k, il s'agit d'une version raccourcie et allégée du Gewehr 98, plus précisément, une copie de l'Oberndorf Export Mauser nommé Standardmodell. 10 000 avaient été achetés par la Chine en 1934 et les Allemands avaient fourni l'outillage pour produire le Type 24. Les matériaux de 1934 s'avérent incorrects et de nouveaux outils sont envoyés début 1935.
Bien qu'il soit entré en production à l'arsenal de Gongxian (en) en juillet 1935, la capacité industrielle limitée de la Chine signifie que le fusil est construit en nombre relativement faible. Le nom du fusil est changé de « Type 24 » à « Type Tchang Kaï-chek » après une visite du Généralissime à l'usine.
Au fur et à mesure que la guerre avec les Japonais progresse, l'industrie présente dans des villes de l'Ouest comme Chongqing et Kunming permet la production de plus en plus de ces fusils, bien que les contrôles de qualité soient négligés en raison de la nécessité de déplacer des machines afin d'éviter d'être capturés ou détruits par les troupes japonaises.
Avec l'arme de poing Mauser C96 et le casque M35 Helmet, le fusil Tchang Kaï-chek devient un standard reconnaissable de l'Armée nationale révolutionnaire du Généralissime au cours de la première moitié du XXe siècle en Chine. Ironiquement, le fusil, bien que nommé d'après Tchang Kaï-chek, est également largement utilisé par les communistes contre lesquels ils se battent pendant la guerre civile chinoise.
Le sergent chinois Tung Chih-yeh affirme avoir tué plus de 100 soldats de l'armée impériale japonaise à l'aide d'un fusil Tchang Kaï-chek avec et sans lunette dans la région du 
Yangzi Jiang.
Environ 600 000 sont produits entre 1935 et 1949, dont 400 000 durant la guerre.
À la fin des années 1940, le fusil de type Tchang Kaï-chek est progressivement retiré du service de première ligne au profit d'équipements américains supérieurs, tels que le M1 Garand semi-automatique, la carabine M1, et la mitraillette Thompson pour les nationalistes. Mais bien qu'il ait été remplacé par des armes d'infanterie plus modernes, le Type Zhongzheng sert encore les forces armées de la République de Chine jusque dans les années 1970 en tant que fusil pour les forces de réserve. Avec le M1 Garand américain, il est toujours utilisé par l'Armée de la République de Chine comme  fusil de parade (en) de nos jours. L'Armée des volontaires du peuple chinois utilise le fusil de type Zhongzheng pendant la guerre de Corée aux côtés d'autres armes légères fournies comme aide militaire à la République populaire de Chine par l'Union soviétique, aux côtés de fusils Karabiner 98k capturés. Le fusil Type Zhongzheng est également vu entre les mains du Việt Minh lors de la phase finale de la guerre d'Indochine et du Viet Cong durant la guerre du Viêt Nam.
La milice populaire chinoise et les petites factions paramilitaires locales utilisent des fusils Tchang Kaï-chek (ainsi que des Arisaka (en) et des Mosin-Nagant) jusqu'en 1980 avant qu'ils ne soient remplacés par des armes légères plus modernes (par exemple, le fusil d'assaut chinois Type 56 et la carabine chinoise Type 56) et ils deviennent des armes de cérémonie supplémentaires (le principal fusil de cérémonie est le SKS) de l'Armée populaire de libération jusqu'à nos jours. Beaucoup de ces fusils (ainsi que d'autres armes légères de l'Armée populaire de libération et de la milice populaire) sont utilisés par diverses factions de Gardes rouges durant la révolution culturelle dans les années 1960.

## Conception
Le principal avantage du Type Tchang Kaï-chek par rapport à l'Arisaka (en) est qu'il a une meilleure puissance d'arrêt avec l'utilisation d'une cartouche 7,92x57 (diamètre de balle de 0,323 pouce), ainsi qu'une meilleure cadence de tir et une plus grande portée. L'arme est plus courte (similaire en longueur à la Karabiner 98k) par rapport au Gewehr 98 et au Arisaka Type 38 mais le tir produit plus d'explosion et de recul.
Le fusil peut être équipé d'une baïonnette HY1935 (en) attachée avec la même patte de baïonnette que les Mauser, remplaçant le dadao (大刀), une épée chinoise incurvée à un seul tranchant.

## Utilisateurs
- République de Chine : Armée nationale révolutionnaire, divers seigneurs de la guerre chinois[3] et Armée collaborationniste chinoise pro-japonaise[11]
- Chine : l'Armée rouge chinoise l'appelle le « Type 79[1] »
- Viêt Nam du Nord : Việt Minh[12] et Viet Cong[8]